# Jennie Anderson
Jennie Austin Anderson, född Kangas 25 januari 1902 i Finland, död 7 april 1988 i Ashby, Massachusetts, var en finländsk-amerikansk sopransångerska.
Anderson var dotter till John Kangas och dennes hustru Anna, född Ruuska. På 1920-talet var hon verksam som sångerska i USA och gjorde sex skivinspelningar åren 1925 och 1928 med sånger av Martti Nisonen, Emil Kauppi och Eino Leino. Hon var sedan 1922 gift med John T. Anderson.

## Skivinspelningar

### 1925
- Laula tyttö
- Metsän puita tuuli tuudittaa

### 25.7. 1928
- Etsiessä
- Soita somer helkä hiekka
- Tuutulaulu
- Vanha Raita